# Таню Танев
Таню Маринов Танев е български офицер, генерал-лейтенант.

## Биография
Роден е на 2 април 1927 г. в старозагорското село Братя Даскалови. Завършва Военното училище в София. През 1953 г. е привлечен за съдържател на явочна квартира от V управление на Държавна сигурност с псевдоним Априлов. Снет от действащия оперативен отчет през 1962 г. До 1 октомври 1990 г. е заместник-началник на Генералния щаб на българската армия. След това излиза в запас.